# 八百津町B&G海洋センター
八百津町B&G海洋センター（やおつちょうビーアンドジーかいようセンター）は、岐阜県加茂郡八百津町にあるスポーツ施設。B&G財団八百津海洋センターとも称する。
ブルーシー・アンド・グリーンランド財団（B&G財団）により創設され、1984年（昭和59年）5月に竣工。運営は八百津町が行っている。
本施設は体育館、プール、艇庫を擁するが、それぞれ異なる場所に所在する。

## 体育館
八百津町中心部にあり、周辺には八百津町役場、八百津町立八百津小学校、八百津町ファミリーセンターなどがある。

### 施設概要
- アリーナ - バレーボールコート1面、バスケットボールコート1面、バドミントンコート3面
- ミーティングルーム

### 利用案内
- 所在地：岐阜県加茂郡八百津町八百津3389番地1
- 利用時間：9:00 - 12:00、13:00 - 17:00、19:00 - 21:30
- 休館日：月曜日、第3日曜日、12月25日 - 1月5日

### 交通アクセス
- YAOバス「八百津町ファミリーセンター前」バス停より徒歩すぐ。
  - 名鉄広見線明智駅より「八百津町ファミリーセンター前」行き。

## プール
屋内温水プールである。
施設の老朽化、設備の劣化のため、2021年（令和3年）4月1日から休館中。

### 施設概要
- 大プール - 25m×12m（6コース）、深さ120cm
- 小プール - 6m×10m、深さ60cm

### 利用案内
- 所在地：岐阜県加茂郡八百津町八百津1763番地1
- 利用時間：
  - 10:00 - 21:00（7月1日から8月31日まで。日曜日には17:00まで）
  - 13:00 - 21:00（9月1日から翌年6月30日まで。日曜日には17:00まで）
- 休館日：月火曜日、第3日曜日、12月25日 - 1月5日

### 交通アクセス
- 西部コミュニティバス（西部やおまる）「関電前」バス停より徒歩約3分。

## 艇庫
木曽川沿いの蘇水公園内にあり、カヌー、スタンドアップパドルボード、ドラゴンカヌー、バナナボートなどの体験試乗ができる。

### 利用案内
- 所在地：岐阜県加茂郡八百津町伊岐津志2597番地79
- 利用時間：9:00 - 17:00
- 休館日：月曜日、第3日曜日、11月1日 - 4月30日

### 交通アクセス
- YAOバス「塩口」バス停より徒歩約7分。
  - 名鉄広見線明智駅より「八百津町ファミリーセンター前」行き。